# Gefecht bei Lübow
1. Phase: Schwedische Dominanz (1700–1709)
Dänischer Kriegsschauplatz (1700)
Humlebæk • Tönning I 
Livländ./ Estnischer Kriegsschauplatz (1700–1708)
Riga I • Jungfernhof • Varja • Pühhajoggi • Narva • Petschora • Düna • Rauge • Erastfer • Hummelshof • Embach • Tartu • Narva II • Wesenberg I • Wesenberg II
Ingermanländ./ Finnischer Kriegsschauplatz (ab 1701)
Archangelsk • Ladogasee • Nöteborg • Nyenschanz • Newa • Systerbäck • Petersburg • Wyborg I • Porvoo • Newa II • Koporje II • Kolkanpää
Litauisch-weißrussischer Kriegsschauplatz (1702–1706)
Vilnius • Saladen • Jakobstadt • Gemauerthof • Mitau • Grodno I • Olkieniki • Njaswisch • Klezk • Ljachawitschy
Polnischer Kriegsschauplatz (1702–1706)
Klissow • Pułtusk • Thorn • Lemberg • Warschau • Posen • Punitz • Tillendorf • Rakowitz • Praga • Fraustadt • Kalisch 
Russischer Kriegsschauplatz (1708–1709)
Grodno II • Golowtschin • Moljatitschi • Rajowka • Lesnaja • Desna • Baturyn • Koniecpol • Weprik • Opischnja • Krasnokutsk • Sokolki • Poltawa I • Poltawa II
2. Phase: Schweden in der Defensive (1710–1721)
Baltischer und Finnischer Kriegsschauplatz (bis 1714)
Riga II • Wyborg II • Pernau • Kexholm • Reval • Hogland • Pälkäne • Storkyro • Nyslott • Hanko 
Schwed./Norwegischer Kriegsschauplatz (1710–1721)
Helsingborg • Køge-Bucht • Bottnischer Meerbusen • Frederikshald I • Dynekilen-Fjord • Göteborg I • Strömstad • Trondheim • Frederikshald II • Marstrand • Ösel • Göteborg II • Södra Stäket • Grönham • Sundsvall
Norddeutscher Kriegsschauplatz (1711–1716)
Elbing • Wismar I • Lübow • Stralsund I • Greifswalder Bodden I • Stade • Rügen • Gadebusch • Altona • Tönning II • Stettin • Fehmarn • Wismar II • Stralsund II • Jasmund • Peenemünde • Greifswalder Bodden II • Stresow 
Das Gefecht bei Lübow war ein Ausfallgefecht vor den Toren Wismars, bei Lübow im Rahmen des Pommernfeldzugs von 1711 bis 1712 während des Großen Nordischen Krieges und fand am 4. Dezember 1711 zwischen dänischen und schwedischen Streitkräften statt. Das Gefecht endete mit einem dänischen Sieg, blieb jedoch weitgehend folgenlos.

## Vorgeschichte
Nachdem der schwedische König Karl XII. infolge der Schlacht bei Poltawa in das Osmanische Reich flüchten musste und dort verharrte, nutzten die wieder in den Krieg gegen Schweden eingetretenen Dänen seine Abwesenheit noch 1709 für einen Angriff auf das schwedische Kernland.
Doch schon am 10. März 1710 gelang es den Schweden unter Magnus Stenbock die Dänen in der Schlacht bei Helsingborg wieder von Schonen zu vertreiben. Ein weiterer dänischer Angriff auf Schweden im nächsten Jahr konnte nur von Seeland ausgehen. Dort aber herrschte die Pest, die eine Kriegführung unmöglich machte. Stattdessen entschied sich der dänische König Friedrich IV. seine weiteren Kriegsbemühungen auf die schwedischen Besitzungen in Norddeutschland zu verlagern. Das nächstliegende Ziel hierfür war Wismar und Schwedisch-Pommern.
Eine dänische Armee von 19.000 Mann sammelte sich hierauf in Holstein und startete im Juli die Feldzugskampagne. Seit dem 17. August 1711 wurde die Festung Wismar von einem dänischen Einschließungskorps unter Generalleutnant Hans Christof von Schönfeld blockiert.
In der Zwischenzeit gelang es den Bündnispartnern Friedrichs IV., insbesondere August der Starke, den König davon zu überzeugen, alle Bemühungen auf die Eroberung der bedeutenderen Festung Stralsund zu konzentrieren. Im Ergebnis nahm die dänische Armee ihren Marsch durch Mecklenburg Richtung Schwedisch-Pommern wieder auf und ließ lediglich ein schwaches Beobachtungs- und Blockadekorps vor Wismar zurück. Dieses bestand aus zwei Infanteriebataillonen, 28 Kavallerieschwadronen, und seit dem 1. Oktober unter dem Kommando von Generalleutnant Jørgen Rantzau (1652–1713), der bereits die dänische Invasionsarmee in der Schlacht von Helsingborg geführt hatte und auf Rache für die erlitten Niederlage brannte.

Abbildung der Festung Wismar um 1716

Die schwedische Garnison bestand aus 5000 Mann, die sich auf einem Dragonerregiment und 4 Infanterieregimenter verteilten und von dem schwedischen General Martin von Schoultz geführt wurde.
Die dänische Abteilung befand sich in einem schlechten Zustand und war durch Desertion und Krankheiten auf nur noch 4000 Mann gesunken. Generalleutnant Rantzau schwächte seine Kräfte zudem durch die Entsendung von weiteren 1000 Mann nach Rostock und Lübeck für Fourageunternehmungen. Eine wirksame und enge Blockade war dadurch nicht möglich.
Der schwedische Kommandant Schoultz, dem die dänischen Verhältnisse durch Aufklärung bekannt waren, beschloss nun in dieser für ihn günstigen Lage eine Attacke auf das dänische Lager, das sich bei Lübow, außerhalb der Stadt Wismar befand. Hierfür stellte er eine Streitkraft von insgesamt 2500 Mann zusammen, die sich aus sechs Bataillonen, sechs Schwadronen und 12 Kanonen zusammensetzte. Der Angriff sollte in der Nacht auf den 4. Dezember vonstattengehen.
Die Vorbereitungen blieben allerdings den Dänen nicht verborgen, sodass es dem dänischen Generalleutnant Rantzau noch mitten in der Nacht gelang seine Streitmacht in Schlachtordnung aufzustellen.

## Gefechtsverlauf
Um 5.00 Uhr am Morgen attackierten die Schweden die rechte Flanke der Dänen. Angesichts einer schwedischen numerischen Überlegenheit an dieser Stelle begannen die Dänen zu wanken. Allerdings gelang es den Dänen durch Zuführung von Verstärkungen an dieser bedrohten Stelle, die Lage zu stabilisieren, so dass die Intensität des Kampfes für ein paar Stunden abebbte.
Zeitgleich waren schwedische Dragoner, kurz darauf gefolgt von schwedischer Infanterie in das dänische Lager eingedrungen und begannen dieses zu plündern und zu zerstören. Die schwedische Artillerie begann ebenfalls in das Lager zu feuern, was zu Verlusten in den eigenen Reihen führte. Die ursprüngliche Attacke auf die dänischen Linien war inzwischen zum Stillpunkt gekommen. Ebenso breitete sich Verwirrung und Unordnung im Zuge der sich auflösenden  Bataillone aus, so dass sich der schwedische Kommandant Schoultz dazu entschloss sich zurückzuziehen.

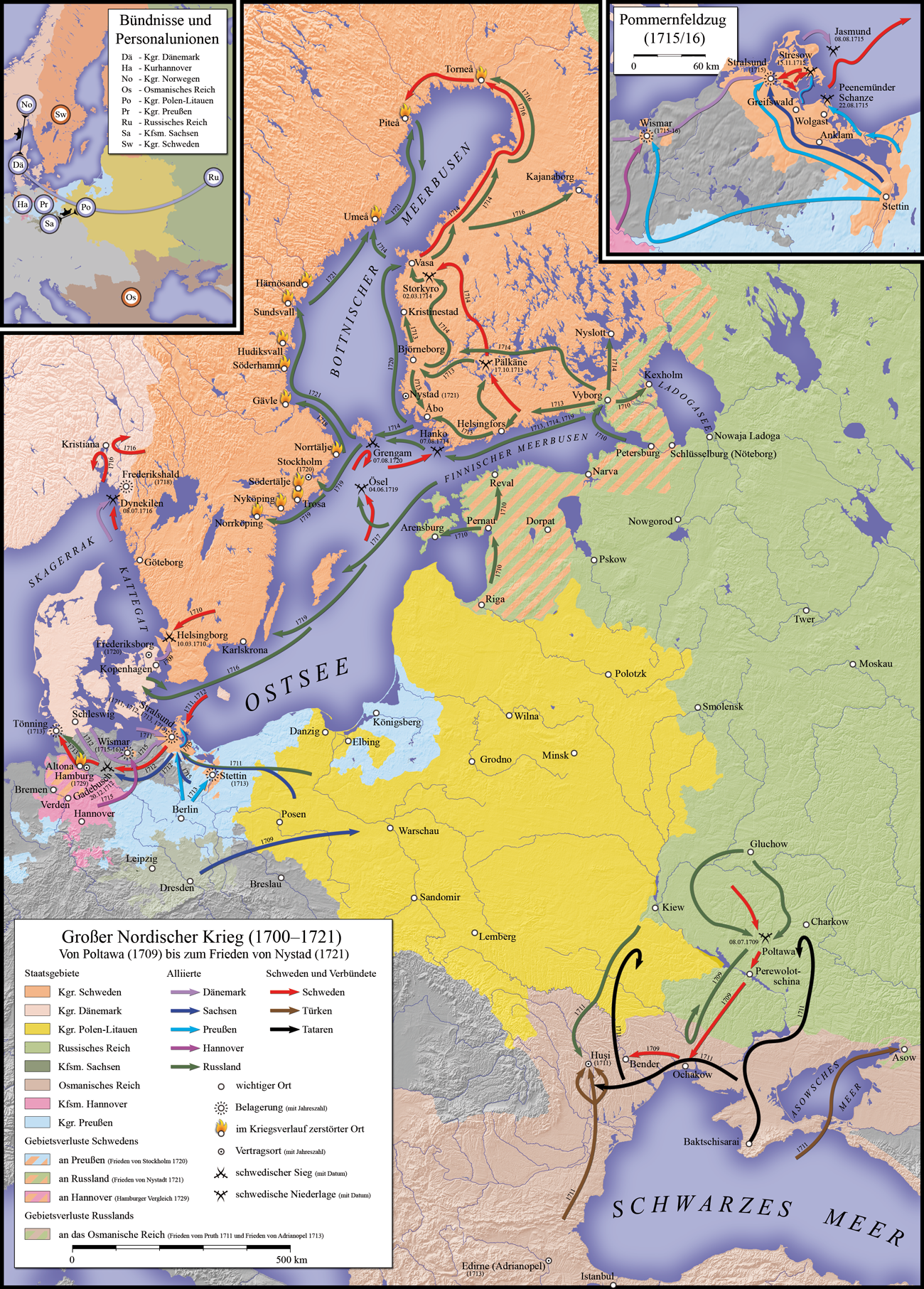
Feldzüge während des Großen Nordischen Krieges nach 1709

Der dänische Generalleutnant Rantzau hatte sich in der Zwischenzeit einen Überblick über die Lage verschafft und führte nun eine Reiterattacke mit ihm selbst an der Spitze an, in den Rücken der sich wieder nach Wismar zurückziehenden Schweden. Weitere dänische Attacken fanden gleichzeitig an den schwedischen Flanken und der Vorderfront statt, so dass der Rückzug der Festungsbesatzung zur regellosen Flucht ausartete. 
Die schwedische Kavallerie floh als erste und ließ die eigene Infanterie und Artillerie in Stich. Während zwei der schwedischen Infanterieregimenter sehr schnell die Flucht ergriffen, formierten ein paar der in Ordnung verbliebenen schwedischen Infanteriebataillone Karrees um auf ihren Rückzug den dänischen Reiterattacken widerstehen zu können. Die Aufforderung der Dänen zur Übergabe beantworteten diese Einheiten mit Salven. Trotz der gewahrten Disziplin, konnte dies ihr Schicksal nicht mehr wenden, so dass die Formationen durch die dänische Kavallerie regelrecht aufgesprengt wurden und ein furchtbares Blutbad unter den Schweden angerichtet wurde, die sich weiterhin nicht ergeben wollten.
Von der gesamten schwedischen Infanterie schafften es nur 29 Mann, nach anderen Angaben 87 Mann, zurück in die Festung, den übrigen wurde der Rückweg abgeschnitten. Auch der schwedische Kommandant Schoultz konnte nur mit großen Schwierigkeiten die Festung erreichen.
Die Schweden verloren in dieser für sie katastrophalen Begegnung 478 Mann an Toten und 1904 Gefangene, wovon 500 verletzt waren. Die schwerer Verwundeten sandten die Dänen nach Wismar zurück, da sie sie selbst nicht pflegen konnten. Auch ging die schwedische Artillerie, bestehend aus 12 Kanonen, in dänische Hände über. Den Schweden verblieben in Wismar nur noch 450 diensttaugliche Mannschaften, die nicht ausreichten, um die wichtigsten Werke zu besetzen. Die Dänen hatten demgegenüber 279 Tote und Verwundete erlitten.

## Folgen
Trotz dieses Sieges gelang es den Dänen aufgrund des Mangels an Artillerie nicht, Wismar zu erobern. Auch ein Bombardement von Wismar, das vom 29. Dezember bis zum 2. Januar dauerte, brachte für die Dänen keinen Erfolg. Auch fehlte es den Dänen an Infanterie, die die Breschen stürmen konnten. Zudem erhielt die Festung in diesen Tagen Verstärkung durch ein von See zugeführtes schwedisches Regiment. Als am 19. Januar 1712 die dänische Armee, nach Aufgabe der Belagerung von Stralsund, südlich von Wismar nach Holstein zurückmarschierte, schloss sich das dänische Belagerungskorps unter Rantzau ihr an.
Die Stadt selbst wurde erst im Rahmen des Pommernfeldzuges von 1715 bis 1716 am 24. April 1716 von einem dänisch-preußischen Korps erobert.